# Antigua Aduana de Barcelona
La Antigua Aduana de Barcelona o Gobierno Civil (1939-1978) es un palacio neoclásico que hay en el Pla de Palau del céntrico distrito barcelonés de la  Ciudad Vieja, sede histórica de la Delegación del Gobierno en Cataluña cerrada "provisionalmente" desde 2008 en espera de ser rehabilitada. Es una obra protegida como bien cultural de interés local.

## Historia
El edificio recibe también el nombre de Aduana Nueva puesto que sustituyó un edificio anterior que había en su lugar, devastado por el fuego, que a la vez fue fruto del traslado de la aduana previa ubicada en la Hala dels Draps. En época de la Generalidad republicana, alojó las dependencias del Departamento de Gobernación. Bien pronto el edificio alojó el Gobierno Civil y la residencia del gobernador civil de Barcelona y, cuando este se reconvirtió en la Delegación del Gobierno en Cataluña, en virtud de la Constitución española de 1978, siguió haciendo esta función.
En 2008, cuando Joan Rangel era el delegado del Gobierno, se emprendieron unas reformas de restauración, detectándose déficits estructurales que hicieron replantear las operaciones. Debido a la crisis financiera española se hicieron mínimas reformas para garantizar la seguridad del edificio, posponiéndose las obras mayores por carencia de fondos. Desde entonces, las instalaciones permanecen cerradas, estando provisionalmente las oficinas de la Delegación junto con las de la Subdelegación en Barcelona en el Palacio Montaner, en el Ensanche. En 2015, el Ministerio de Hacienda y Administraciones Públicas, propietario de las instalaciones, vuelve a plantear la posibilidad de realizar dichas reformas.

## Descripción

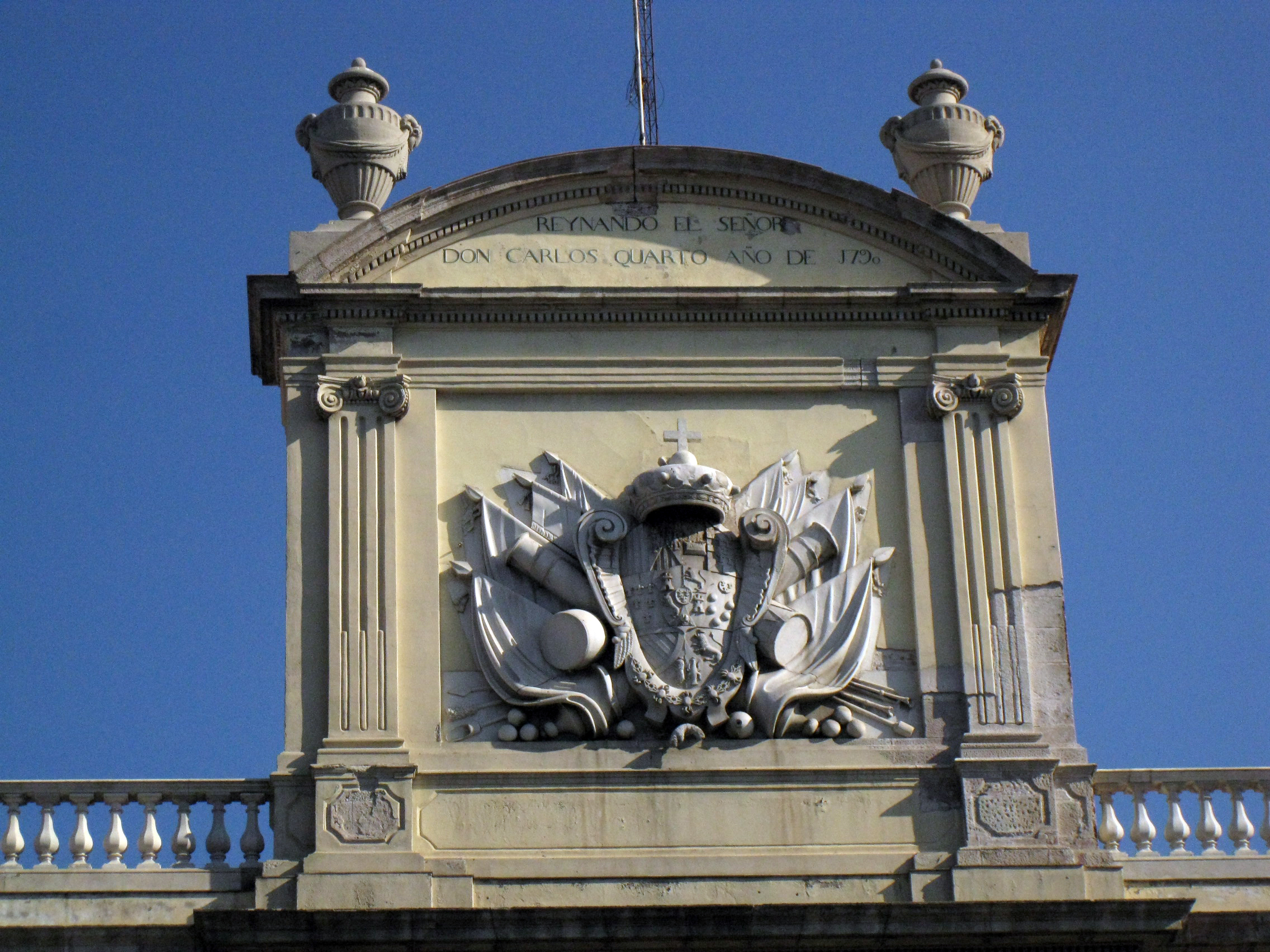
Detalle del ático

El edificio, exento, hoy en el paseo de Marqués de la Argentera, cerca de la Estación Término o de Francia, fue construido entre 1790 y 1792 bajo la dirección del Conde de Roncali, entonces Ministro de Hacienda. La obra logró un coste de unos cinco millones de reales de vellón de la época. El edificio, según la descripción que  hacen Pino y Arimon, es de planta rectangular con una longitud de 85 varas y 52 de ancho. La fachada, estucada tiene dos cuerpos, un toscano y el otro dórico. La fachada principal, entonces ante el Palacio Real, tiene tres grandes puertas. La central tiene cuatro columnas toscanas apareadas apoyadas sobre un zócalo de mármol negro, que recorre todo el perímetro del edificio. En el friso de la cornisa -también toscano que la corona- se  añadió la inscripción "Aduana Nacional" y a la clave del arco ha esculpido en relevo un mascarón con una argolla a la boca. Las dos puertas laterales, de menores dimensiones que la central, están también decoradas con cuatro columnas toscanas apareadas, con su cornisa correspondiente. Cada una de estas precede una escalera de mármol amplia que conduce al primer piso donde hay espaciosos y salones con pinturas al fresco de varios episodios de la historia de España, algunos de él de Pere Pau Montaña. En este piso tenía la residencia el gobernador civil de Barcelona.

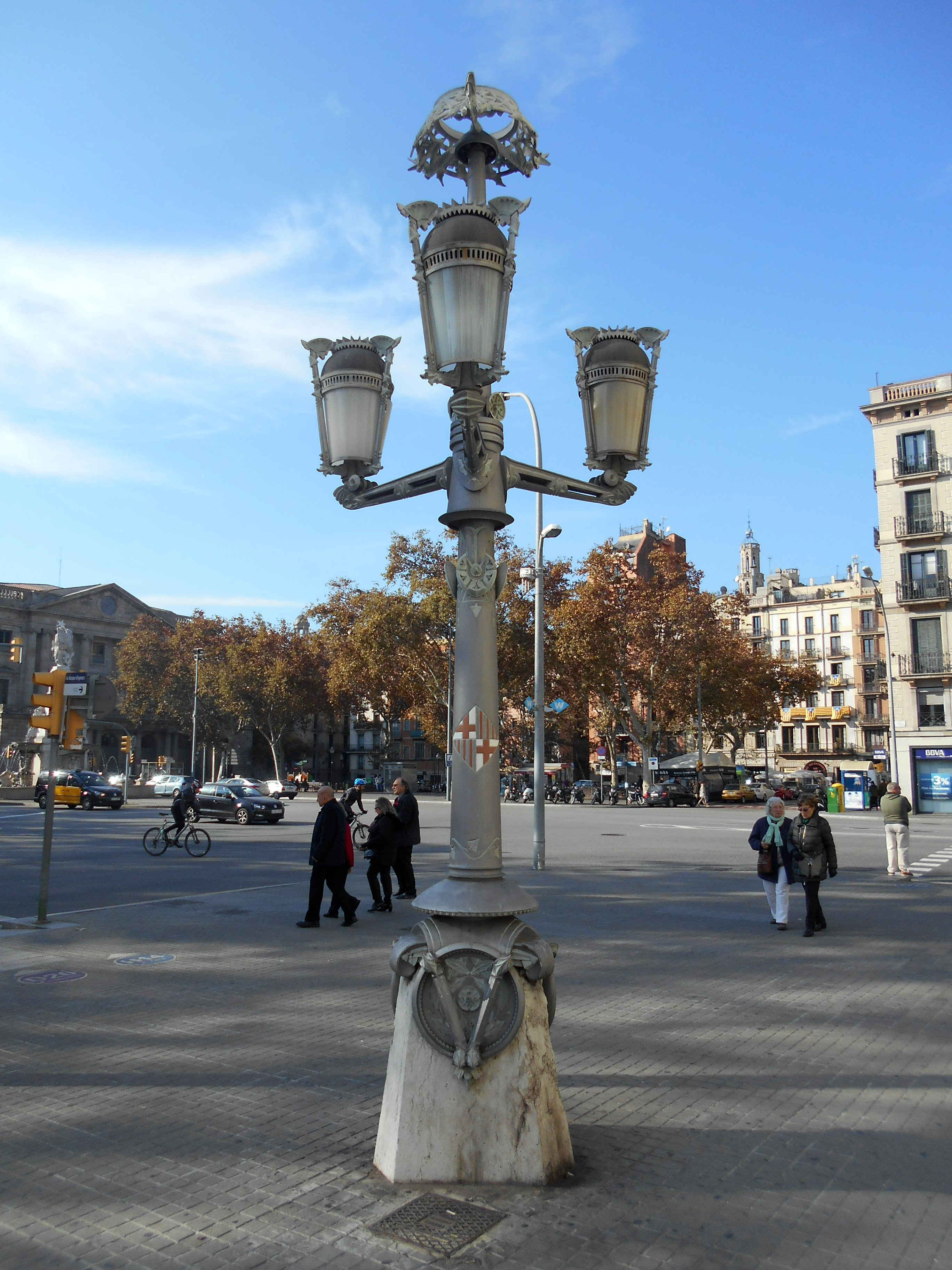
Farolas de Gaudí (1889)

El edificio tiene un patio central rodeado de varias dependencias para el almacenamiento de productos, oficinas de administración, estas ya eran tildadas por Pino y Arimon de insuficientes debido a la pujanza comercial de la ciudad a mediados de siglo XIX. Para mitigar este inconveniente Pino constata un cierto proyecto para construir un edificio anejo al lado izquierdo del edificio, proyecto que no prosperó por falta de financiación. La fachada principal del primer piso es de orden dórico. Sobre la puerta central hay cuatro columnas apareadas con un balcó a su medio con una balaustrada que imita el mármol. A lado y lado del balcón central   otros cuatro más modestos con barandillas de hierro adornados con espumillones y ventanas con rejas al piso inferior que están adornadas con hojas de caña de azúcar. Sobre las puertas laterales hay cuatro pilastras que enmarcan sendas balconadas con barandilla de hierro que descansa sobre la cornisa del piso inferior, de la que se eleva un frontispicio en el tímpano del cual hay esculpidos cajones, eslabones, sacas y otros útiles del comercio. Corona el edificio una elegante balaustrada. En el centro de la puerta principal, sobre la cornisa dórica, hay un cuerpo ático, con un escudo real al centro. Remata la obra una imagen de la Fama pregonando la inscripción sobre el escudo: "Reinando el señor don Carlos IV, año de 1790".
Junto al edificio se encuentran dos farolas diseñadas por Antoni Gaudí en 1889. Había otras dos junto a la Facultad de Náutica, que han desaparecido. Están elaboradas en hierro forjado y son una versión simplificada de las de la plaza Real —que había elaborado Gaudí en 1878—, con solo tres brazos y un remate en forma de corona invertida con dos cabezas de serpiente.